# Pasión de primera
Pasión de primera fue un programa de televisión chileno, de tipo deportivo, transmitido los domingos a las 21:30 horas por Mega.
Este programa presentaba en exclusiva los goles del torneo nacional de fútbol chileno. Comenzó sus emisiones el 11 de febrero de 2007 luego de que Mega ganara la licitación por los goles del campeonato chileno. El acuerdo entre la televisora y el CDF (Canal del fútbol) fue hasta diciembre de 2008. Este programa presentaba los goles del Torneo Chileno de Primera División y un resumen de la Primera B.  
A partir de agosto de 2007 los periodistas Rodrigo Sepúlveda y Fernando Galmes, sucedieron en la conducción al comentarista Mauricio Israel y al periodista Rodrigo Herrera, coincidiendo con una nueva imagen del programa. 
Las imágenes de los distintos partidos eran entregadas a Mega, vía fibra óptica, desde el CDF.  
Su antecesora en el estreno de los goles fue D13 Goles de Primera de Canal 13, mientras que su sucesor fue Goles 24 Horas, un programa que se emitió después por TVN y que forma parte de las ediciones de 24 Horas Central de los días sábados y domingos. 
- Datos: Q5658154